# Phrynosoma sherbrookei
Espèce
Phrynosoma sherbrookei est une espèce de sauriens de la famille des Phrynosomatidae.

## Répartition
Cette espèce est endémique de l’État du Guerrero au Mexique.

## Étymologie
Cette espèce est nommée en l'honneur de Wade C. Sherbrooke.

## Publication originale
- Nieto-Montes de Oca, Arenas-Moreno, Beltrán-Sánchez & Leaché, 2014 : A New Species of Horned Lizard (Genus Phrynosoma) from Guerrero, México, with an Updated Multilocus Phylogeny. Herpetologica, vol. 70, no 2, p. 241-257.